# NGC 4719
NGC 4719 este o astronomical radio source⁠(d) situată în constelația Câinii de Vânătoare. A fost descoperită în 3 mai 1785 de către William Herschel. Se află la o distanță de 103,56 megaparseci de Pământ.